# Martinšćina
 Martinšćina  falu Horvátországban Krapina-Zagorje megyében. Közigazgatásilag Zlatarhoz  tartozik.

## Fekvése
Krapinától 18 km-re délkeletre, községközpontjától 6 km-re északkeletre a Horvát Zagorje területén, az Ivaneci-hegység déli lejtőin fekszik.

## Története
A település Szent Márton temploma egyike az ország legrégibb plébániatemplomainak, pontos építési ideje nem ismert. 1334-ben már szerepel a zágrábi káptalan statutumában "ecclesia sancti Martini de sub Ozturch" alakban. Ezután 1501-ben említik papját "Georgius plebanus sul Oztercz" néven. Ebben az időben a templom kegyurai Osterc várának urai voltak. Ez volt a zlatari plébánia ősi székhelye, plébánosa 1699-ben a mai temetőtől keletre állt plébániaépületben lakott. Zlatarban ekkor még csak egy kápolna állt, ahova a plébánosok innen jártak át misézni. Mára ez a helyzet megfordult, ugyanis 1699-ben a plébánia székhelyét Zlatarba tették át és a plébános csak néha misézik itt. Martinšćina csak 1789-ig tartozott Zlatarhoz, ekkor ugyanis a lobori plébániához csatolták.
A településnek 1857-ben 458, 1910-ben 996 lakosa volt. Trianonig Varasd vármegye Zlatari járásához tartozott. 
A falunak 2001-ben 471 lakosa volt.

## Nevezetességei
Szent Márton tiszteletére szentelt temploma eredetileg gótikus stílusban épült, 1867-ig temető övezte ahova Martinšćina és Repno falvak lakói temetkeztek. A közeli dombon egykor egy Szentháromság-kápolna is állt, ma már nem található. A templomnak 1639-ben három oltára volt. A főoltár alsó része falazott volt, efelett állt a fából épített két emelet magas oltárszekrény. 1781-ben új barokk oltárt építettek, melyen a koldussal köpönyegét megosztó Szent Márton szobra áll.  A bal oldali mellékoltár Szent Ambrusnak van szentelve, egykor a főoltáron állt. Ez a mellékoltár régen Szent István tiszteletére volt szentelve és 1666-ban már állt. A jobb oldali mellékoltár a Fájdalmas Szűzanya tiszteletére van szentelve és 1480-ból származik. Itt találták azt a román stílusú keresztet, amely ma a zágrábi székesegyház kincstárának legrégibb kiállítási tárgya és amely a 9. századból származik.